# Wysoka (Wysoka)
Wysoka – osada leśna wsi Wysoka w Polsce położona w województwie lubuskim, w powiecie gorzowskim, w gminie Lubiszyn.
W latach 1975–1998 miejscowość należała administracyjnie do województwa gorzowskiego.